# Memoriál Ivana Hlinky 2017
Memoriál Ivana Hlinky 2017 byl mezinárodní turnaj hráčů do 18 let v ledním hokeji, který se konal v České republice v Břeclavi a na Slovensku v Bratislavě od 7. do 12. srpna 2017.  

## Stadiony
| Ice BORS arena Kapacita: 4 089 | Zimní stadion Ondreje Nepely Kapacita: 10 055 |
|                                | Zimní stadion Ondreje Nepely                  |

## Základní skupiny
| Legenda                        |
| ------------------------------ |
| Týmy postupující do semifinále |
| Zápas o 5. místo               |
| Zápas o 7. místo               |

### Skupina A

#### Tabulka
| Tým          | Z | V | VP | PP | P | GV | GI | +/- | B |
| ------------ | - | - | -- | -- | - | -- | -- | --- | - |
| 1. Švédsko   | 3 | 3 | 0  | 0  | 0 | 17 | 6  | +11 | 9 |
| 2. Česko     | 3 | 2 | 0  | 0  | 1 | 16 | 12 | +4  | 6 |
| 3. USA       | 3 | 1 | 0  | 0  | 2 | 6  | 14 | -8  | 3 |
| 4. Švýcarsko | 3 | 0 | 0  | 0  | 3 | 5  | 12 | -7  | 0 |

#### Zápasy
Všechny časy zápasů jsou uvedeny ve středoevropském letním čase (SELČ).
| 7. srpna 2017 15:30 | USA | 1:6 (1:0, 0:4, 0:2) | Švédsko | Ice BORS arena, Břeclav Návštěvnost: 523 |  |

| Report                                 |                                        |                             | |  |
| Isaiah Saville                         | Isaiah Saville                         | Brankáři                    | Olof Lindbom Jakob Hellsten |  |
| Martin Lapointe (Ryder Donovan) 14:23' | Martin Lapointe (Ryder Donovan) 14:23' | 1:0 1:1 1:2 1:3 1:4 1:5 1:6 | 33:26' Lukas Wernblom (Filip Johansson, David Lilja) 35:20' Marcus Westfält (bez asistence) 38:48' Samuel Fagemo (Adam Boqvist, Rasmus Sandin) 39:09' Filip Johansson (Adam Ginning) 52:10' Lukas Wernblom (Filip Johansson) 59:23' Samuel Fagemo (Jacob Olofsson, Adam Boqvist) |  |
| 36 min                                 | 36 min                                 | Tresty                      | 33 min |  |
| 18                                     | 18                                     | Střely                      | 41 |  |

| 7. srpna 2017 19:00 | Česko | 6:2 (2:1, 3:0, 1:1) | Švýcarsko | Ice BORS arena, Břeclav Návštěvnost: 1 523 |  |

| Report | |                                 | |  |
| Lukáš Dostál | Lukáš Dostál | Brankáři                        | Stéphane Charlin Akira Schmid                                                                                           |  |
| Jan Jeník (Libor Zábranský, Vojtěch Střondala) 08:24' Dominik Arnošt (František Klejna) 11:04' Vojtěch Střondala (Daniel Kowalczyk) 21:01' Jakub Lauko (bez asistence) 26:24' Jan Jeník (Dominik Arnoš]]) 35:34' Jakub Lauko (Jan Dluhoš, Libor Zábranský) 44:21' | Jan Jeník (Libor Zábranský, Vojtěch Střondala) 08:24' Dominik Arnošt (František Klejna) 11:04' Vojtěch Střondala (Daniel Kowalczyk) 21:01' Jakub Lauko (bez asistence) 26:24' Jan Jeník (Dominik Arnoš]]) 35:34' Jakub Lauko (Jan Dluhoš, Libor Zábranský) 44:21' | 0:1 1:1 2:1 3:1 4:1 5:1 6:1 6:2 | 07:00' Valentin Nussbaumer (Mika Henauer, Gian-Marco Wetter) 47:19' Matthew Verboon (Mika Henauer, Valentin Nussbaumer) |  |
| 8 min | 8 min | Tresty                          | 10 min |  |
| 34 | 34 | Střely                          | 26 |  |

| 8. srpna 2017 15:30 | Švýcarsko | 1:2 (1:1, 0:1, 0:0) | USA | Ice BORS arena, Břeclav Návštěvnost: 223 |  |

| Report                                         |                                                |             |                                                                                       |  |
| Akira Schmid                                   | Akira Schmid                                   | Brankáři    | Ben Kraws                                                                             |  |
| Gian-Marco Wetter (Valentin Nussbaumer) 16:45' | Gian-Marco Wetter (Valentin Nussbaumer) 16:45' | 0:1 1:1 1:2 | 01:09' Jack Drury (Adam Samuelsson) 37:27' Curtis Hall (Martin Lapointe, Jacob Semik) |  |
| 14 min                                         | 14 min                                         | Tresty      | 10 min                                                                                |  |
| 16                                             | 16                                             | Střely      | 31                                                                                    |  |

| 8. srpna 2017 19:00 | Česko | 3:7 (1:2, 1:4, 1:1) | Švédsko | Ice BORS arena, Břeclav Návštěvnost: 1 982 |  |

| Report | |                                         | |  |
| Daniel Dvořák | Daniel Dvořák | Brankáři                                | Olof Lindbom |  |
| Karel Plášek (bez asistence) 14:31' Jan Jeník (Adam Gajarský) 22:42' Karel Plášek (Adam Gajarský, Vojtěch Střondala) 41:20' | Karel Plášek (bez asistence) 14:31' Jan Jeník (Adam Gajarský) 22:42' Karel Plášek (Adam Gajarský, Vojtěch Střondala) 41:20' | 1:0 1:1 1:2 2:2 2:3 2:4 2:5 2:6 3:6 3:7 | 16:19' Samuel Fagemo (Jonatan Berggren, Adam Boqvist) 18:57' Jacob Olofsson (Carl Jakobsson) 25:28' Marcus Westfält (David Gustafsson) 27:53' Jonatan Berggren (David Gustafsson, Albin Eriksson) 36:48' Filip Hållander (Jacob Olofsson, Adam Boqvist) 37:26' Samuel Fagemo (Carl Jakobsson, Oscar Bäck) 46:20' David Gustafsson (bez asistence) |  |
| 12 min | 12 min | Tresty                                  | 20 min |  |
| 27 | 27 | Střely                                  | 35 |  |

| 9. srpna 2017 15:30 | Švédsko | 4:2 (2:1, 2:1, 0:0) | Švýcarsko | Ice BORS arena, Břeclav Návštěvnost: 200 |  |

| Report | |                         | |  |
| Jakob Hellsten | Jakob Hellsten | Brankáři                | Stéphane Charlin                                                                                     |  |
| Adam Ginning (Jonatan Berggren) 04:27' Jonatan Berggren (David Gustafsson) 08:23' Samuel Fagemo (Adam Boqvist, Rasmus Sandin) 21:39' Filip Hållander (Lukas Wernblom, Adam Boqvist) 33:29' | Adam Ginning (Jonatan Berggren) 04:27' Jonatan Berggren (David Gustafsson) 08:23' Samuel Fagemo (Adam Boqvist, Rasmus Sandin) 21:39' Filip Hållander (Lukas Wernblom, Adam Boqvist) 33:29' | 0:1 1:1 2:1 3:1 4:1 4:2 | 03:32' Sandro Schmid (Jeremi Gerber, Stéphane Patry) 34:18' Mathieu Vouillamoz (Valentin Nussbaumer) |  |
| 6 min | 6 min | Tresty                  | 2 min                                                                                                |  |
| 34 | 34 | Střely                  | 26                                                                                                   |  |

| 9. srpna 2017 19:00 | Česko | 7:3 (2:0, 2:1, 3:2) | USA | Ice BORS arena, Břeclav Návštěvnost: 2145 |  |

| Report | |                                 |                                                                                        |  |
| Lukáš Dostál | Lukáš Dostál | Brankáři                        | Isaiah Saville                                                                         |  |
| Adam Gajarský (Vojtěch Střondala) 00:34' Jan Jeník (Karel Plášek, Jakub Adámek) 19:48' Libor Zábranský (Jan Dluhoš) 24:40 ' Vojtěch Střondala (Jan Jeník) 36:51' Michal Kvasnica (Matěj Blümel, František Klejna) 48:59' Jakub Lauko (Matěj Pekař) 50:18' | Adam Gajarský (Vojtěch Střondala) 00:34' Jan Jeník (Karel Plášek, Jakub Adámek) 19:48' Libor Zábranský (Jan Dluhoš) 24:40 ' Vojtěch Střondala (Jan Jeník) 36:51' Michal Kvasnica (Matěj Blümel, František Klejna) 48:59' Jakub Lauko (Matěj Pekař) 50:18' | 1:0 2:0 3:0 3:1 4:1 4:2 5:2 6:2 | 34:47' Ryan Savage (Adam Samuelsson) 40:00' Jack Drury (Jack Randl, Christian Krygier) |  |
| 6 min | 6 min | Tresty                          | 2 min                                                                                  |  |
| 34 | 34 | Střely                          | 26                                                                                     |  |

### Skupina B

#### Tabulka
| Tým          | Z | V | VP | PP | P | GV | GI | +/- | B |
| ------------ | - | - | -- | -- | - | -- | -- | --- | - |
| 1. Rusko     | 3 | 2 | 1  | 0  | 0 | 16 | 7  | +9  | 8 |
| 2. Kanada    | 3 | 2 | 0  | 1  | 0 | 14 | 6  | +8  | 7 |
| 3. Finsko    | 3 | 1 | 0  | 0  | 2 | 8  | 9  | -1  | 3 |
| 4. Slovensko | 3 | 0 | 0  | 0  | 3 | 5  | 21 | -16 | 0 |

#### Zápasy
Všechny časy zápasů jsou uvedeny ve středoevropském letním čase (SELČ).
| 7. srpna 2017 15:30 | Kanada | 3:4 SN (2:0, 2:1, 3:2 — 0:0 — 0:1) | Rusko | Zimní stadion Ondreje Nepely, Bratislava Návštěvnost: 1012 |  |

| Report | |                                            | |  |
| Alexis Gravel | Alexis Gravel | Brankáři                                   | Amir Miftachov |  |
| Barrett Hayton (Calen Addison, Ryan Merkley) 05:48' Jack McBain (Calen Addison) 35:23' Akil Thomas (Calen Addison, Joe Veleno) 44:41' Jared McIsaac Nolan Foote Joe Veleno | Barrett Hayton (Calen Addison, Ryan Merkley) 05:48' Jack McBain (Calen Addison) 35:23' Akil Thomas (Calen Addison, Joe Veleno) 44:41' Jared McIsaac Nolan Foote Joe Veleno | 1:0 1:1 1:2 2:2 2:3 3:3 Samostatné nájezdy | 10:38' Nikita Rtiščev (Nikita Solopanov) 24:10' Dmitrij Zavgorodnij (bez asistence) 41:18' Dmitrij Zavgorodnij (Nikita Ochoťuk, Pavel Rotenberg) Dmitrij Zavgorodnij Jegor Sokolov Ruslan Iskhakov Ruslan Iskhakov |  |
| 10 min | 10 min | Tresty                                     | 20 min |  |
| 31 | 31 | Střely                                     | 26 |  |

| 7. srpna 2017 19:00 | Slovensko | 1:6 (1:2, 0:1, 0:3) | Finsko | Zimní stadion Ondreje Nepely, Bratislava Návštěvnost: 1370 |  |

| Report                                                 |                                                        |                             | |  |
| Michal Vojvoda                                         | Michal Vojvoda                                         | Brankáři                    | Justus Annunen |  |
| Alexander Zekucia (Simeon Pjaták, Oliver Turan) 19:18' | Alexander Zekucia (Simeon Pjaták, Oliver Turan) 19:18' | 0:1 0:2 1:2 1:3 1:4 1:5 1:6 | 11:08' Toni Utunen (Matias Maccelli, Jesse Moilanen) 16:12' Rasmus Kupari (Kristian Tanus, Santeri Salmela) 36:26' Leevi Aaltonen (Rasmus Kupari, Anttoni Honka) 52:21' Jesperi Kotkaniemi (Rasmus Kupari, Toni Utunen) 54:46' Rasmus Kupari (Kim Nousiainen, Leevi Aaltonen) 57:00' Leevi Aaltonen (Rasmus Kupari, Kristian Tanus) |  |
| 10 min                                                 | 10 min                                                 | Tresty                      | 8 min |  |
| 21                                                     | 21                                                     | Střely                      | 37 |  |

| 8. srpna 2017 15:30 | Finsko | 1:5 (0:1, 0:2, 1:2) | Kanada | Zimní stadion Ondreje Nepely, Bratislava Návštěvnost: 315 |  |

| Report                                                 |                                                        |                         | |  |
| Justus Annunen                                         | Justus Annunen                                         | Brankáři                | Olivier Rodrigue |  |
| Matias Maccelli (Rasmus Kupari, Lenni Killinen) 58:19' | Matias Maccelli (Rasmus Kupari, Lenni Killinen) 58:19' | 0:1 0:2 0:3 0:4 0:5 1:5 | 05:09' Benoit-Olivier Groulx (Jared McIsaac) 27:45' Calen Addison (Ryan Merkley, Joe Veleno) 34:41' Nolan Foote (Barrett Hayton, Akil Thomas) 47:03' Jack McBain (Joe Veleno, Ryan Merkley) 55:15' Gabriel Fortier (Barrett Hayton) |  |
| 14 min                                                 | 14 min                                                 | Tresty                  | 10 min |  |
| 31                                                     | 31                                                     | Střely                  | 28 |  |

| 8. srpna 2017 19:00 | Slovensko | 3:9 (1:2, 1:4, 1:3) | Rusko | Zimní stadion Ondreje Nepely, Bratislava Návštěvnost: 1626 |  |

| Report | |                                                 | |  |
| Samuel Vyletelka Michal Vojvoda                                                                                                | Samuel Vyletelka Michal Vojvoda                                                                                                | Brankáři                                        | Denis Rybalkin |  |
| Kristián Kováčik (Peter Melcher, Róbert Džugan) 00:34' Martin Bučko (Kristián Kováčik) 34:12' Ján Sarvaš (Oliver Minko) 53:35' | Kristián Kováčik (Peter Melcher, Róbert Džugan) 00:34' Martin Bučko (Kristián Kováčik) 34:12' Ján Sarvaš (Oliver Minko) 53:35' | 0:1 1:1 1:2 1:3 1:4 1:5 1:6 2:6 2:7 2:8 2:9 3:9 | 07:31' Maxim Šabanov (Ruslan Ischakov) 19:59' Ruslan Ischakov (Nikita Rtiščev, Dmirij Zavgorodnij) 22:38' Alexander Žabrejev (Damir Biljalov, Jegor Sokolov) 26:15' Damir Biljalov (Alexander Žabrejev, Jegor Sokolov) 30:45' Alexander Žabrejev (Damir Biljalov, Bogdan Žiljakov) 30:59' Pavel Rotenberg (Dmirij Zavgorodnij) 43:33' Matvej Guskov (Dmirij Zavgorodnij, Pavel Rotenberg) 47:49' Pavel Rotenberg (Nikita Ochoťuk, Danila Žuravljov) 51:52' Dmirij Zavgorodnij (Anton Malyšev, Bogdan Žiljakov) |  |
| 24 min | 24 min | Tresty                                          | 41 min |  |
| 26 | 26 | Střely                                          | 49 |  |

| 9. srpna 2017 15:30 | Rusko | 3:1 (2:0, 0:1, 1:0) | Finsko | Zimní stadion Ondreje Nepely, Bratislava Návštěvnost: 303 |  |

| Report | |                 |                                                         |  |
| Amir Miftachov | Amir Miftachov | Brankáři        | Justus Annunen                                          |  |
| Pavel Rotenberg (Dmitrij Zavgorodnij, Danila Žuravljov) 09:19' Dmitrij Zavgorodnij (bez asistence) 15:35' Matvej Guskov (Pavel Rotenberg, Dmitrij Zavgorodnij) 43:40' | Pavel Rotenberg (Dmitrij Zavgorodnij, Danila Žuravljov) 09:19' Dmitrij Zavgorodnij (bez asistence) 15:35' Matvej Guskov (Pavel Rotenberg, Dmitrij Zavgorodnij) 43:40' | 1:0 2:0 2:1 3:1 | 24:30' Mikko Kokkonen (Sampo Ranta, Jesperi Kotkaniemi) |  |
| 6 min | 6 min | Tresty          | 4 min                                                   |  |
| 20 | 20 | Střely          | 31                                                      |  |

| 9. srpna 2017 19:00 | Slovensko | 1:6 (0:2, 0:2, 1:2) | Kanada | Zimní stadion Ondreje Nepely, Bratislava Návštěvnost: 1974 |  |

| Report                                              |                                                     |                             | |  |
| Michal Vojvoda                                      | Michal Vojvoda                                      | Brankáři                    | Olivier Rodrigue |  |
| Oliver Turan (Oliver Okuliar, Matej Ilenčík) 45:27' | Oliver Turan (Oliver Okuliar, Matej Ilenčík) 45:27' | 0:1 0:2 0:3 0:4 1:4 1:5 1:6 | 18:00' Calen Addison (Barrett Hayton, Nolan Foote) 18:34' Gabriel Fortier (bez asistence) 31:07' Barrett Hayton (Kevin Bahl, Noah Dobson) 35:39' Anderson MacDonald (Joe Veleno) 47:20' Joe Veleno (Ryan Merkley, Anderson MacDonald) 49:49' Barrett Hayton (Ty Smith, Akil Thomas) |  |
| 26 min                                              | 26 min                                              | Tresty                      | 14 min |  |
| 12                                                  | 12                                                  | Střely                      | 39 |  |

## Play off

#### Pavouk
|  | Semifinále | Semifinále | Semifinále |  |  | Finále      | Finále      | Finále      |
|  |            |            |            |  |  |             |             |             |
|  | 1A         | Kanada     | 4          |  |  |             |             |             |
|  | 2B         | Švédsko    | 1          |  |  |             |             |             |
|  |            |            |            |  |  | VSF1        | Kanada      | 4           |
|  |            |            |            |  |  | VSF2        | Česko       | 1           |
|  | 1B         | Rusko      | 1          |  |  |             |             |             |
|  | 2A         | Česko      | 2          |  |  | Třetí místo | Třetí místo | Třetí místo |
|  |            |            |            |  |  | PSF1        | Švédsko     | 4           |
|  |            |            |            |  |  | PSF2        | Rusko       | 3           |

### Zápasy

#### Semifinále
Všechny časy zápasů jsou uvedeny ve středoevropském letním čase (SELČ).
| 11. srpna 2017 19:00 | Švédsko | 1:4 (0:0, 1:1, 0:3) | Kanada | Zimní stadion Ondreje Nepely, Bratislava Návštěvnost: 550 |  |

| Report                                                |                                                       |                     | |  |
| Olof Lindbom                                          | Olof Lindbom                                          | Brankáři            | Olivier Rodrigue |  |
| Lukas Wernblom (Adam Ginning, Filip Johansson) 39:58' | Lukas Wernblom (Adam Ginning, Filip Johansson) 39:58' | 0:1 1:1 1:2 1:3 1:4 | 35:34' Akil Thomas (Calen Addison, Ryan Merkley) 48:36' Serron Noel (Jack McBain, Jared McIsaac) 57:27' Benoit-Olivier Groulx (Joe Veleno, Ty Smith) 59:25' Aidan Dudas (Benoit-Olivier Groulx) |  |
| 12 min                                                | 12 min                                                | Tresty              | 18 min |  |
| 25                                                    | 25                                                    | Střely              | 26 |  |

| 11. srpna 2017 19:00 | Rusko | 1:2 (1:1, 0:1, 0:0) | Česko | Ice BORS arena, Břeclav Návštěvnost: 2895 |  |

| Report                                |                                       |             |                                                                       |  |
| Amir Miftachov                        | Amir Miftachov                        | Brankáři    | Lukáš Dostál                                                          |  |
| Danila Ďaděňkin (Maksim Cybin) 06:25' | Danila Ďaděňkin (Maksim Cybin) 06:25' | 1:0 1:1 1:2 | 12:45' Jan Jeník (Libor Zábranský) 22:30' Jakub Lauko (bez asistence) |  |
| 30 min                                | 30 min                                | Tresty      | 12 min                                                                |  |
| 23                                    | 23                                    | Střely      | 30                                                                    |  |

#### O 3. místo
| 12. srpna 2017 17:00 | Švédsko | 4:3 PP (0:1, 0:1, 3:1 — 1:0) | Rusko | Zimní stadion Ondreje Nepely, Bratislava Návštěvnost: 350 |  |

| Report | |                             | |  |
| Olof Lindbom | Olof Lindbom | Brankáři                    | Denis Rybalkin |  |
| 49:17' Jonatan Berggren (Adam Ginning) 52:19' Adam Boqvist (Rasmus Sandin) 57:00' Filip Hållander (Lukas Wernblom, Adam Boqvist) 64:15' Jacob Olofsson (bez asistence) | 49:17' Jonatan Berggren (Adam Ginning) 52:19' Adam Boqvist (Rasmus Sandin) 57:00' Filip Hållander (Lukas Wernblom, Adam Boqvist) 64:15' Jacob Olofsson (bez asistence) | 0:1 0:2 1:2 2:2 3:2 3:3 4:3 | 00:19' Dmitrij Zavgorodnij (bez asistence) 27:20' Jegor Sokolov (Damir Biljalov, Danila Žuravljov) 59:37' Nikita Ochoťuk (Jegor Sokolov, Ruslan Ischakov) |  |
| 2 min | 2 min | Tresty                      | 8 min |  |
| 29 | 29 | Střely                      | 20 |  |

#### Finále
| 12. srpna 2017 17:00 | Kanada | 4:1 (1:0, 2:1, 1:0) | Česko | Ice BORS arena, Břeclav Návštěvnost: 3003 |  |

| Report | |                     |                                       |  |
| Olivier Rodrigue | Olivier Rodrigue | Brankáři            | Lukáš Dostál                          |  |
| 16:26' Jared McIsaac (Ryan Merkley) 22:19' Joe Veleno (Jack McBain, Noah Dobson) 39:29' Kevin Bahl (Noah Dobson, Akil Thomas) 47:53' Jack McBain (Ty Smith, Akil Thomas) | 16:26' Jared McIsaac (Ryan Merkley) 22:19' Joe Veleno (Jack McBain, Noah Dobson) 39:29' Kevin Bahl (Noah Dobson, Akil Thomas) 47:53' Jack McBain (Ty Smith, Akil Thomas) | 1:0 2:0 2:1 3:1 4:1 | 26:59' Dominik Arnošt (Zdeněk Sedlák) |  |
| 18 min | 18 min | Tresty              | 4 min                                 |  |
| 46 | 46 | Střely              | 19                                    |  |

## O umístění

#### O 7. místo
| 11. srpna 2017 15:30 | Švýcarsko | 2:1 (0:1, 1:0, 1:0) | Slovensko | Zimní stadion Ondreje Nepely, Bratislava Návštěvnost: 312 |  |

| Report                                                                     |                                                                            |             |                                                  |  |
| Akira Schmid                                                               | Akira Schmid                                                               | Brankáři    | Samuel Vyletelka                                 |  |
| Sandro Schmid (bez asistence) 29:46' Dylan Pena-Triana (J.J. Moser) 47:09' | Sandro Schmid (bez asistence) 29:46' Dylan Pena-Triana (J.J. Moser) 47:09' | 0:1 1:1 2:1 | 14:24' Oliver Okuliar (Martin Bučko, Ján Sarvaš) |  |
| 6 min                                                                      | 6 min                                                                      | Tresty      | 4 min                                            |  |
| 19                                                                         | 19                                                                         | Střely      | 24                                               |  |

#### O 5. místo
| 11. srpna 2017 15:30 | Finsko | 3:4 PP (1:1, 1:1, 1:1 — 0:1) | USA | Ice BORS arena, Břeclav Návštěvnost: 254 |  |

| Report | |                             | |  |
| Kalle Nurmi | Kalle Nurmi | Brankáři                    | Ben Kraws |  |
| Leevi Aaltonen (Toni Utunen, Jesperi Kotkaniemi) 07:46' Jesperi Kotkaniemi (Rasmus Kupari, Kristian Tanus) 21:31' Sampo Ranta (Leevi Aaltonen, Kristian Tanus) 59:41' | Leevi Aaltonen (Toni Utunen, Jesperi Kotkaniemi) 07:46' Jesperi Kotkaniemi (Rasmus Kupari, Kristian Tanus) 21:31' Sampo Ranta (Leevi Aaltonen, Kristian Tanus) 59:41' | 1:0 1:1 2:1 2:2 2:3 3:3 3:4 | 14:24' Curtis Hall (Jack Drury) 26:19' Curtis Hall (Jack Drury) 40:15' Blake McLaughlin (Curtis Hall, Jack Drury) 62:14' Ryder Donovan (Blake McLaughlin, Gavin Hain) |  |
| 30 min | 30 min | Tresty                      | 12 min |  |
| 23 | 23 | Střely                      | 30 |  |

## Konečné pořadí
| Pořadí           | Tým       |
| ---------------- | --------- |
| Zlatá medaile    | Kanada    |
| Stříbrná medaile | Česko     |
| Bronzová medaile | Švédsko   |
| 4.               | Rusko     |
| 5.               | USA       |
| 6.               | Finsko    |
| 7.               | Švýcarsko |
| 8.               | Slovensko |